# Hourtin
Hourtin é uma comuna francesa na região administrativa da Nova Aquitânia, no departamento da Gironda. Estende-se por uma área de 188,36 km². Em 2010 a comuna tinha 3 724 habitantes (densidade: 19,8 hab./km²).